# Benigànim (kommun)
Benigànim är en kommun i Spanien.   Den ligger i provinsen Província de València och regionen Valencia, i den östra delen av landet, 300 km sydost om huvudstaden Madrid. Antalet invånare är 6 411. Arean är 33 kvadratkilometer. Benigànim gränsar till Barxeta, Xàtiva och Genovés. 
Terrängen i Benigànim är kuperad norrut, men söderut är den platt.